# Kanoashi (district)
Kanoashi (鹿足郡, Kanoashi-gun) is een district in de Japanse prefectuur Shimane.
Op 1 april 2009 had het district een geschatte bevolking van 15.579 inwoners en een bevolkingsdichtheid van 24,2 inwoners per km². De totale oppervlakte bedraagt 643,38 km².

## Dorpen en gemeenten
- Tsuwano
- Yoshika

## Geschiedenis
- Op 25 september 2005 smolten de gemeenten  Nichihara en Tsuwano samen tot de nieuwe gemeente Tsuwano.
- Op 1 oktober 2005 fuseerden het dorp Kakinoki en de gemeente Muikaichi tot de nieuwe gemeente Yoshika.

Subprefectuur:
Oki

Steden:
Gotsu · Hamada · Izumo · Masuda · Matsue (hoofdstad) · Oda · Unnan · Yasugi

Districten:
Iishi · Kanoashi · Nita · Ochi · Oki
Gemeenten per district